# Saints Martyrs de Turón
Les Saints Martyrs de Turón sont neuf religieux, huit appartenant aux Frères des Écoles chrétiennes (lasalliens) et un à la Congrégation de la Passion de Jésus-Christ (passioniste) qui sont morts le 9 octobre 1934 à Turón en Espagne, victimes de persécutions religieuses, pendant la révolution asturienne. Ils sont vénérés comme saints et martyrs par l'Église catholique et fêtés le 9 octobre. 

## Histoire

### Les faits

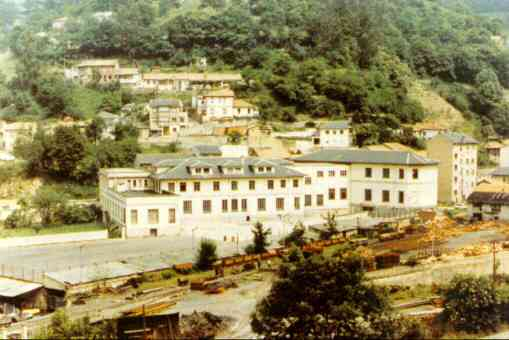
Le collège La Salle de Turón.

En 1934, Turón, une localité minière de la province des Asturies, dans le Nord-Ouest de l'Espagne, fut le centre d'une opposition anti-gouvernementale et anticléricale dans les années qui précédèrent la guerre civile espagnole.
L'École des Frères irritait les radicaux responsables de la ville à cause de l'influence religieuse qu'elle exerçait sur les jeunes. Les frères, on le savait, défiaient l'interdiction de l'enseignement de la religion et escortaient ouvertement leurs élèves à la messe du dimanche. Le premier vendredi du mois d'octobre, les autorités entrèrent par effraction dans la maison des frères sous prétexte que des armes y étaient cachées.
Le père Inocencio, prêtre passioniste, qui était arrivé la veille au soir, se préparait à célébrer la messe pour les frères. Ceux-ci et leur aumônier furent arrêtés, retenus prisonniers pendant la fin de semaine sans jugement, et au milieu de la nuit furent conduits à pied au cimetière où ils furent fusillés sans autre formalité.
Le frère Cirilo, le directeur, était âgé de 46 ans et le frère Marciano, le cuisinier, de 39 ans. Le frère Julián en avait 32 et les autres entre vingt et trente. Aniceto, le plus jeune, avait 22 ans, et avait encore des vœux annuels.

### Les religieux martyrs

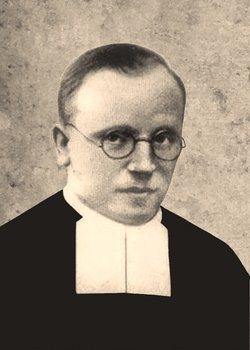
Saint Victoriano Pio.

- Frère Cirilo Bertrán (José Sanz Tejedor), né à Lerma (Burgos), Espagne, le 20 mars 1888
- Frère Marciano José (Filomeno López y López), né à El Pedregal (Guadalajara), Espagne, le 15 novembre 1900
- Frère Julián Alfredo (Vilfrido Fernández Zapico), né à Cifuentes de Rueda (León), Espagne, le 24 décembre 1903
- Frère Victoriano Pío (Claudio Bernabé Cano), né à San Millán de Lara, Espagne, le 7 juillet 1905
- Frère Benjamín Julián (Vicente Alonso Andrés), né à Jamarillo de la Fuente (Burgos), Espagne, le 27 octobre 1908
- Frère Augusto Andrés (Román Martín Fernández), né à Santander, Espagne, le 6 mai 1910
- Frère Benito de Jesús (Héctor Valdivielso Sáez), né à Buenos Aires, Argentine, le 31 octobre 1910
- Frère Anicet Adolfo (Manuel Seco Gutiérrez), né à Celada Marlantes (Santander), Espagne, le 4 octobre 1912
- Père Inocencio de la Immaculada, CP (Innocent Canoura Arnau), né à Cecilia del Valle de Oro (Lugo), Espagne, le 10 mars 1887, ordonné prêtre le 20 septembre 1920

## Béatification et canonisation
Ils ont été béatifiés le 29 avril 1990 et canonisés par le pape Jean-Paul II le 21 novembre 1999.
Le pape indiquera durant son homélie de canonisation « Ils ne furent pas les héros d'une guerre humaine à laquelle ils ne participèrent pas, mais des éducateurs de la jeunesse, se situant dans cette longue série d'éducateurs chrétiens qui ont consacré leur vie et leurs énergies à l'enseignement dans l'école catholique, engagés dans ce service irremplaçable que l'Eglise rend à la société. Par leur martyre, ils donnèrent leur dernière leçon de vie ».